# 伊夫·拉马克
伊夫·拉马克（法語：Yves Lamarque，1967年11月30日—），法国男子赛艇运动员。他曾代表法国参加世界赛艇锦标赛，获得一枚金牌和一枚铜牌。他也曾参加1992年和1996年夏季奥运会。